# 国際移住機関
国際移住機関（こくさいいじゅうきかん、英: International Organization for Migration、略称:IOM）は、1951年に設立された、世界的な人の移動（移住）の問題を専門に扱う国際機関。2016年より国際連合総会オブザーバー資格を持つ。

## 概要
「正規のルートを通して、人としての権利と尊厳を保証する形で行われる人の移動は、移民と社会の双方に利益をもたらす」 という基本理念に基づき、移民個人への直接支援から関係国への技術支援、移住問題に関する地域協力の促進など、移住問題に対応する活動を行う。
175カ国が加盟し、171の国事務所と557のフィールドオフィスで約2万人の職員が働く。2023年に女性初の事務局長エイミー・ポープが就任。本部は、スイスのジュネーヴに置かれている。
主として欧州からラテンアメリカ諸国への移住を支援するため設立された欧州移住政府間委員会（ICEM: Intergovernmental Committee for European Migration）を前身とし、1980年に移住政府間委員会（ICM: Intergovernmental Committee for Migration）へ名称変更し、1989年11月に憲章改正を経て現在の名称となった。駐日事務所を1981年に開設、日本は1993年に加盟。
2023年11月、第114回IOM総会においてオリンピックで4つの金メダルを獲得した英国籍の陸上長距離選手のモー・ファラーがグローバル親善大使に就任。
2025年、アメリカの第2次トランプ政権が国連への拠出金を削減したことを契機に、国連は大規模な組織改革に着手。国連難民高等弁務官事務所（UNHCR）などを統合して国連人道対応・保護機関（仮称）を新設する案が検討されている。

## 移住に関する活動
国際法上で認められた難民に限らず、国内避難民や短期的な避難民、人身取引被害者、気候変動や紛争による強制移住、移住労働などの自発的移住など、広義の「人の移動」に関する支援を行う。国境を超える移民は世界で30人に1人と推計され、ウクライナ避難民が生じた2022年には国内避難民が6,090万人発生した。

### 人道・復興支援　紛争・自然災害への対応
紛争や災害の影響を受けた被災地における人道支援、移民の搾取を伴う不法滞在や人身取引に対し、出身国における予防と目的国での救済や保護の活動に加え、緊急フェーズでは、避難民の登録、援助物資の移送、医療機関への患者の移送、仮設住居の提供などを行う。復興への移行期には、避難民の帰還と生計手段の回復を中心に、紛争や災害の影響を受けた地域の再生と安定を支援する。紛争や災害にかぎらず、困難な状況にある移民に対して、希望に応じた母国帰還やその後の生活再建のための人道支援も行う。
例：ハイチ地震 (2010年)（地震で住む家をなくした人々に仮設住居を建設）、ソマリア内戦（国内避難民の経っめに日本の浄水技術が生かされた給水施設を設置）

### 出入国・国境管理能力の強化
紛争の影響を受けた地域において、不正規な人とモノの流れに対処し、政府の出入国、及び国境管理能力の強化を支援し、平和の定着の兆しを逆行させないようにしている。出入国・国境管理に関わる施設、データ管理システム、備品の整備や、政府職員に対する研修を実施している。海賊対策、人身取引等移民の保護に関わる内容も研修に含まれている。
例：南スーダン（独立後間もない政府の出入国管理システム構築を支援。偽変造文書の鑑定等に役立てている）。

### 元戦闘員の社会復帰支援
和平プロセスが進む国や地域で、生計手段の獲得など元戦闘員の市民社会への復帰を促進して彼らが避難民となることを防ぎ、同時に受け入れコミュニティを支援することで地域の安定を目指して、紛争の予防と平和構築に貢献している。

### 海外在住専門家の帰国支援
移民が他国で得た技術を母国の復興と開発に生かせるように、出身国の関連機関と協力しながら、専門技術を持つ移民の帰国と就業を支援する。

## 日本における活動
日本におけるIOMの活動は1980年代のインドシナ難民支援に始まり、近年では、日本を取り巻く人の移動の変化に対応した多様な取り組みへ拡大している。

### 人身取引（トラフィッキング）対策
アジアの経済大国である日本は、主要な人身取引被害者の受け入れ国の一つと見られている。IOMは日本国内で保護された被害者に対して、自主的帰国と、職業訓練や起業など母国での社会復帰支援を日本政府の「人身取引対策行動計画」の一環として、2005年5月から実施している。

### 難民の第三国定住
日本政府は2010年から難民の第三国定住を受け入れている。IOMは日本政府からの要請を受け、難民の出国準備、及びタイの難民キャンプから日本までの移送等の支援をしている。具体的には、健康診断や生活ガイダンス・初級語学研修、タイ政府からの出国許可の取り付け、航空券の手配、空港までの移送、搭乗の補助等を行う他、日本政府に対する情報の提供や受け入れる難民を決める為の政府面接ミッションの支援、受け入れコミュニティに対する難民の背景資料提供などを行っている。
また2000年代初頭から東南アジアからアメリカやカナダ等に移住する多数の難民の成田空港での乗り継ぎを日々アシストしている。

### 定住外国人の子どもの就学支援
景気後退期における、不就学・自宅待機となっている外国に繋がる子どもを対象とした緊急支援。子どもが地域で孤立しないよう、日本語等の指導や学習習慣の確保を図る為の場として「虹の架け橋教室」を設け、主に公立学校への円滑な転入が出来るようにすることを目的としている。IOMは文部科学省からの拠出を受け、「子ども架け橋基金」の運営を行い、実施団体の公募、審査、モニタリング等を実施している。2012年度、日本各地で約20ヶ所の、外国へ繋がる子どものための「虹の架け橋教室」を運営している。

### 東日本大震災で被災した移民のための人道的帰国・心のケア支援
東日本大震災直後より、多言語ケースワーカーによる電話相談や、他に手段がない移民に対する人道的緊急帰国支援を行った。帰国支援としては、母国の最終目的地までの交通支援や、大使館や入国管理局との調整等が行われた。事業の終了時には、多言語ケースワーカーを被災地に派遣し、日本で生活を続ける移民が被災から心の回復をする為の活動を行った。

### 移住に関するフォーラムの開催
移住に関する対話を日本国内でも推進している。移民の社会統合のあり方などをテーマに2004年から毎年、外務省とシンポジウムやワークショップを共催している。また、大学などの研究機関、国際機関、各国大使館、地方自治体、NGO等と協力して、人の移動に関する様々なフォーラムや講演会を主催あるいは共催している。